# Tatros (település)
Tatros (románul: Târgu Trotuș) település Romániában, Moldvában, Bákó megyében.

## Fekvése
A Tatros folyó felső részén, Onyest és Aknavásár közt fekvő település.

## Nevének eredete
Neve Lükő Gábor szerint a magyar tatáros szóból származik.

## Története
A település a 16–18. század között keletkezett. Nevét 1407-ben említette először oklevél.
1466-ban a feltevések szerint itt fordították a Müncheni kódex egy részét.
1518-ban itt alakult újjá a milkói püspökség
1570 körül a Moldvába menekült huszitákat Szegedi Thabuk János innen térítette római katolikus hitre.
1581-ben zsinatot tartottak itt.
A 16. századtól Tatros mezőváros városi tanácsát felváltva vezették magyar és román soltészek.
A 17. század elejétől "cinut" székhely, de később Bákóba költözött át a központ, ezután a város visszafejlődött, a kereskedők átköltöztek Aknavásárra.
A várost az 1650-es években a tatárok és kozákok felgyújtották, lakosai papjukkal együtt sokáig az erdőben bujkáltak, és csak 1682-ben mertek  visszatérni a városba. Sokan Erdélybe menekültek el.
Tatrosnak 1890-ben 865, 1912-ben 988, 2002-ben 2108 lakosa volt.
Az 1743-ban végzett népszámláláskor nagyrészt magyarok lakták.
1902-es adatok szerint lakosságának túlnyomó része székely volt, 1930-ban 424 lakosa volt magyar nyelvű.
2002-ben mindössze 3 fő vallotta magát magyarnak, habár a magyar nyelvet beszélők aránya jóval magasabb, kb. 30% (630 fő).